# Batocera migsominea
Batocera migsominea är en skalbaggsart som beskrevs av Gilmour och Dibb 1948. Batocera migsominea ingår i släktet Batocera och familjen långhorningar. Inga underarter finns listade.